# École nationale du Trésor public
Pour les articles homonymes, voir ENT.
L´École nationale du Trésor public (ENT) était une école de la fonction publique française dépendant du ministère du Budget, des Comptes publics et de la Fonction publique, initialement située à Paris avant d'être déménagée à Noisiel en 1978. 
L'École nationale du Trésor a été supprimée par l'arrêté du 4 août 2010 et remplacée par l'École nationale des finances publiques (ENFiP), commune à l'ensemble des personnels de la nouvelle Direction générale des Finances publiques pour ce qui concerne la formation initiale, la formation continue, la documentation et les concours.
L'École nationale du Trésor comportait plusieurs établissements : 
- Noisiel (Seine-et-Marne), pour les inspecteurs (catégorie A) ;
- Lyon (Rhône), pour les contrôleurs (catégorie B) ;
- Noisy-le-Grand, pour les agents (catégorie C).